# Wei Cheng-Hung
Wei Cheng-Hung es un deportista taiwanés que compitió en taekwondo. Ganó una medalla de plata en el Campeonato Asiático de Taekwondo de 1994, en la categoría de –70 kg.

## Palmarés internacional
| Representando a China Taipéi |                    |                  |           |
| Campeonato Asiático          |                    |                  |           |
| Año                          | Lugar              | Medalla          | Categoría |
| 1994                         | Manila (Filipinas) | Medalla de plata | –70 kg    |